# Vita staden, Tel Aviv

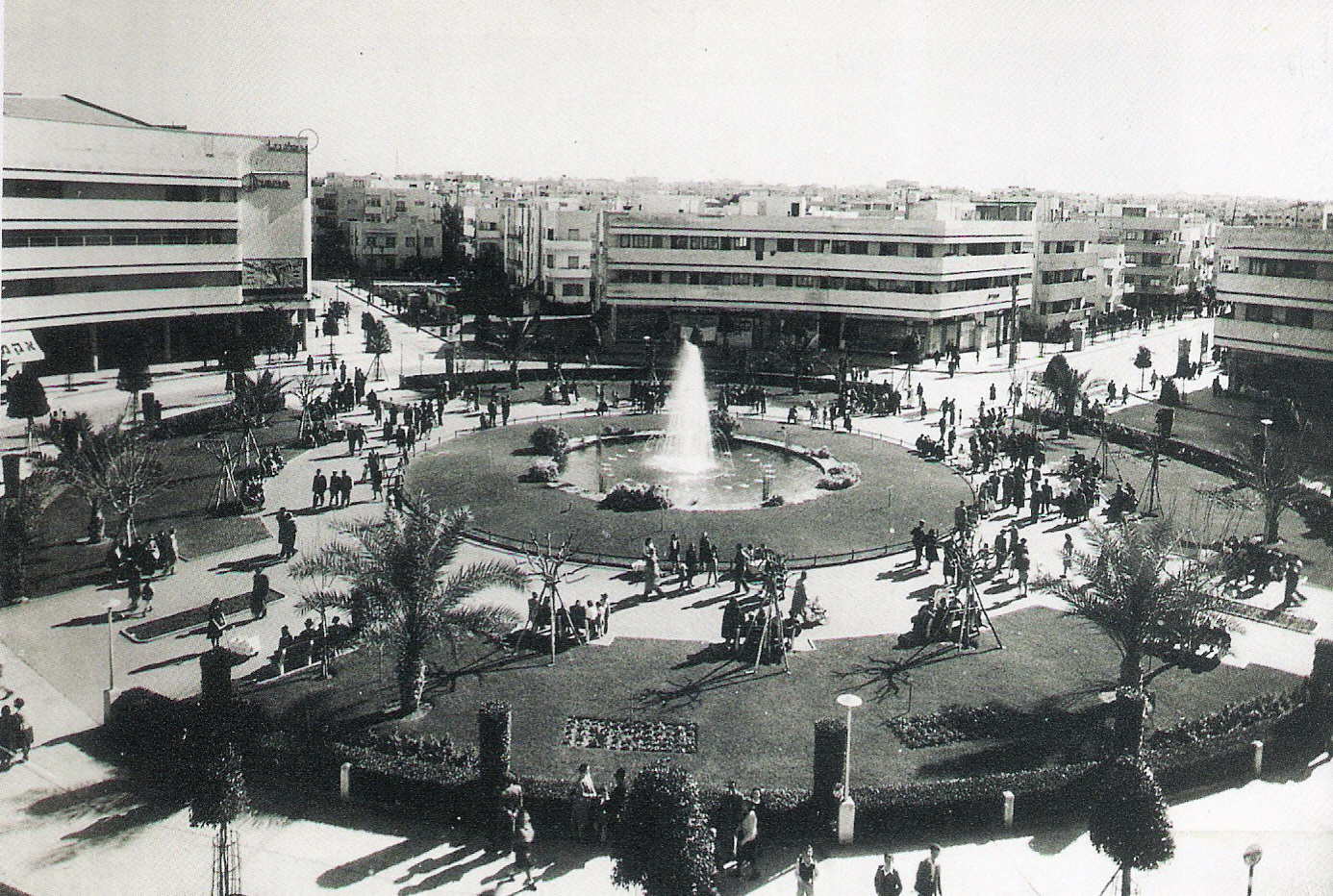

Karta över Vita staden.

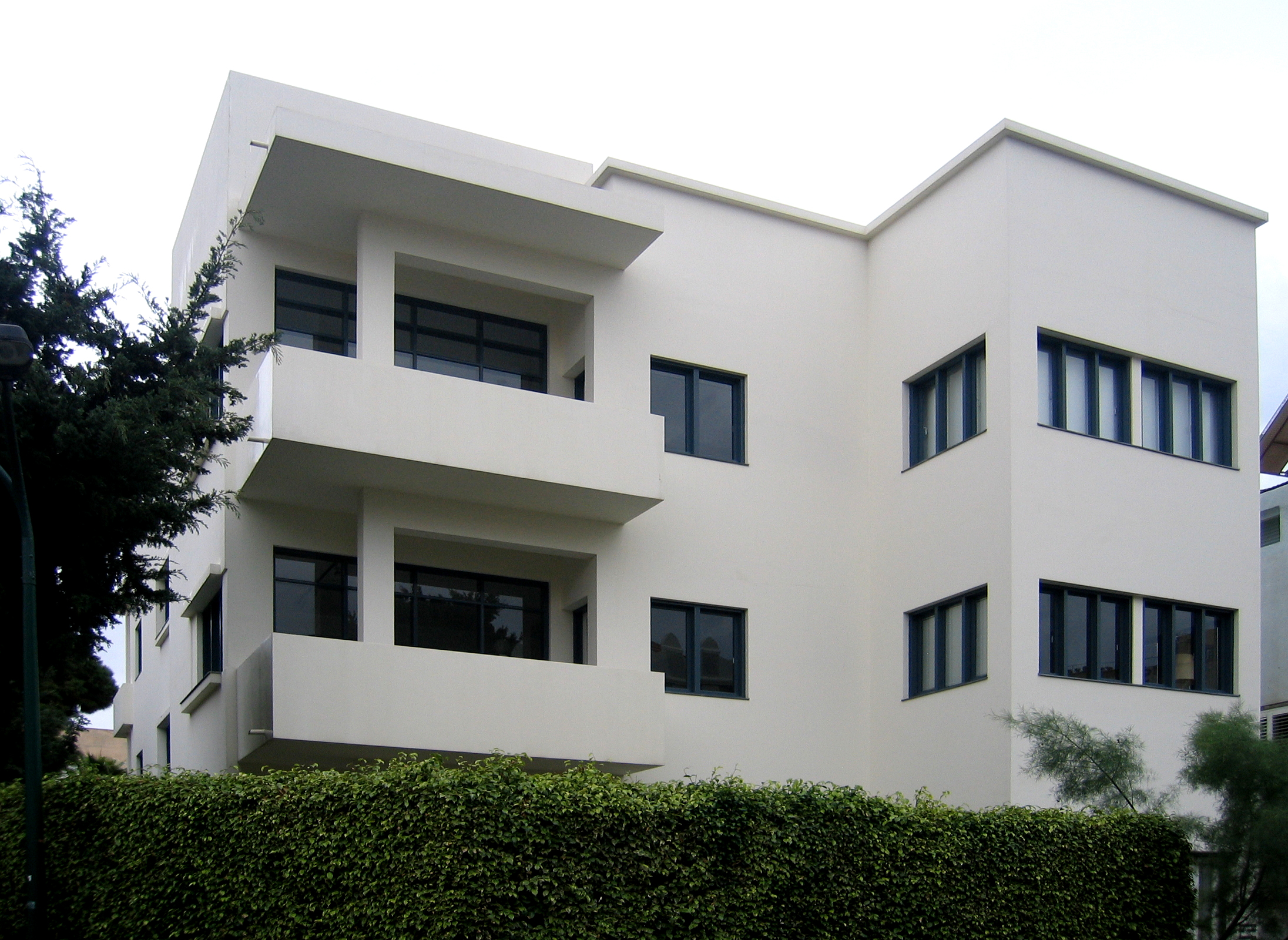
Bauhausmuseet i Tel Aviv.

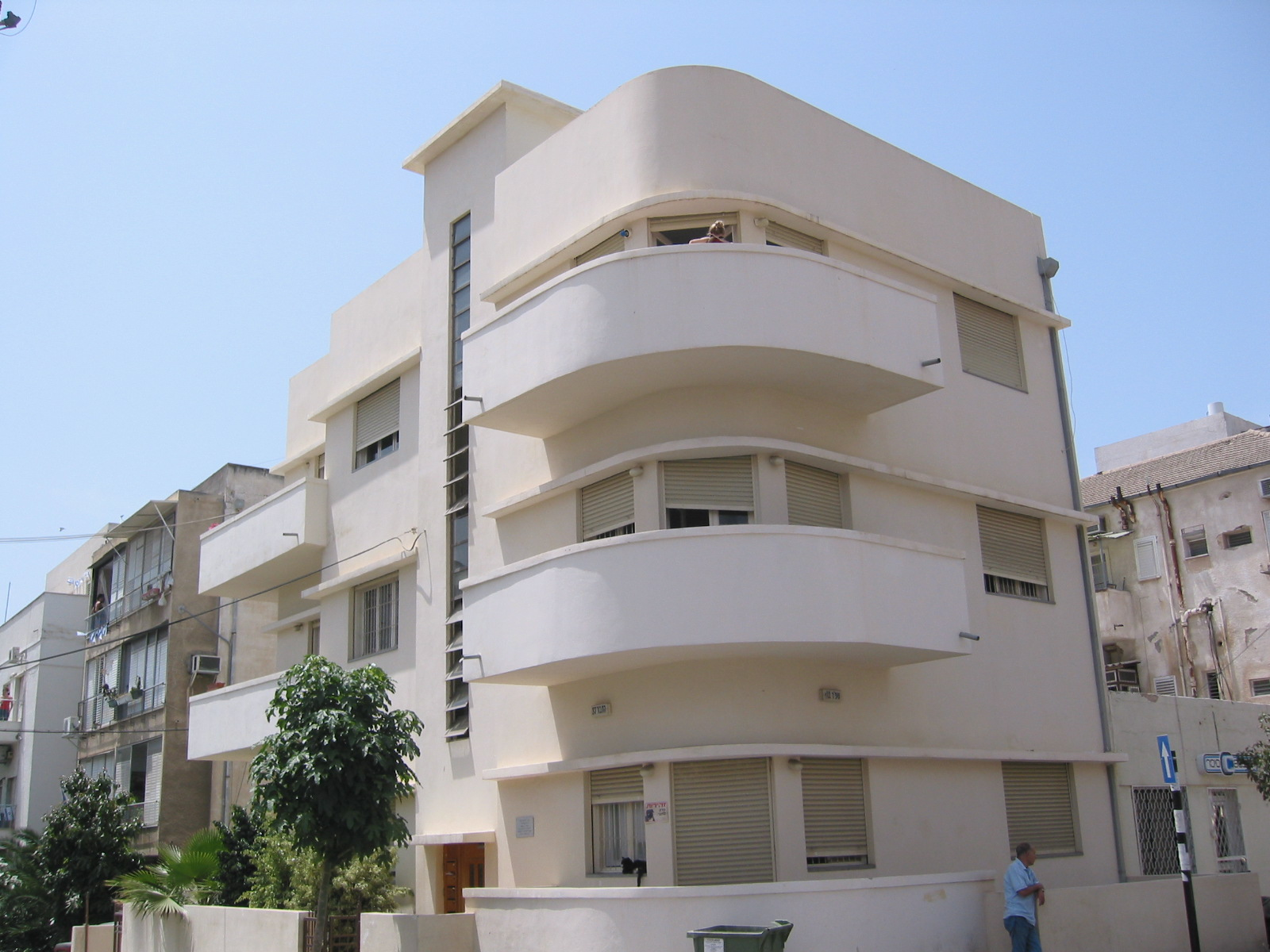
Hatavor-gatan i Tel Aviv.

Den vita staden (hebreiska: העיר הלבנה, Ha-Ir HaLevana; engelska: The White City) avser en samling av 4 000 modernistiska byggnader i Bauhaus eller International style i Tel Aviv i Israel, uppförda från 1930-talet av tyska judiska arkitekter som emigrerade till Palestina från Nazityskland.
Den vita staden har det största antalet byggnader av denna typ i världen och utnämndes 2003 till ett världsarv av Unesco.
Vita staden har även jämförts med det utpräglat funktionalistiska villaområdet Södra Ängby i Stockholm.